# Зевгма
Зе́вгма (др.-греч. ζεῦγμα, букв. «соединение», «связь») — фигура речи, заключающаяся в том, что слово, которое в предложении образует однотипные синтаксические сочетания с другими словами, употребляется только в одном из этих сочетаний, в других же опускается (Почтен дворянин за решёткою своей башни, купец — в своей лавке (Пушкин, «Сцены из рыцарских времен») — слово почтен здесь употреблено только один раз, во второй раз — подразумевается). В традиционной античной риторике зевгма не была связана с представлением о нарушении логических и смысловых связей, в современной же риторике часто подразумевается, что зевгма основана на нарушении закона логического тождества, то есть выступает вариантом силлепса. Подобное представление о зевгме как стилистической ошибке восходит к трудам Адольфа Кноха. В зависимости от позиции «общего» слова различают протозевгму (общее слово в начале), мезозевгму (общее слово в середине) и гипозевгму (общее слово в конце).